# Mait Malmsten
Mait Malmsten (født 6. september 1972 i Viljandi) er en estisk skuespiller. Malmsten nedstammer fra en familie af skuespillere. Hans far er skuespiller Rein Malmsten; hans bedsteforældre på faderens side var skuespillerne Franz Malmsten og Eva Meil, hans grandonkel var skuespilleren Hugo Malmsten, og hans grandtante skuespilleren Lydia Bock.
Mait Malmsten dimitterede i 1994 fra Estlands musik- og teaterakademi og har siden 1993 arbejdet som skuespiller ved Estlands Dramateater. Udover teateroptrædener har han ligeledes medvirket i adskillige film og tv-serier, bl.a. Wikmani poisid (1995) og Hvem skød Otto Mueller? (2022).
Han er gift med skuespillerinden Harriet Toompere og parret har to sønner, Franz og Hugo, som også er tv- og filmskuespillere.

## Filmografi (udvalg)
- 2024 - Siis kui elu maitses hästi (tv-serie) – Dan
- 2024 - Life and Love – Rudolf
- 2023 - Totally Boss – Tihane
- 2023 - Stairway to Heaven – Uu
- 2023 - Poop, Spring and the Others – stemme
- 2022 - Hvem skød Otto Mueller? (tv-serie) – Oskar
- 2022 - Kalev – Jaak Salumets
- 2022 - Melchior the Apothecary: The Ghost – Rode
- 2022 - Melchior the Apothecary – Rode
- 2021 - Sandra Gets a Job – engelinvestor nr. 1
- 2020 - Tulejoonel (miniserie) – Armin
- 2019 - Kohtunik – dommer
- 2019 - Class Reunion 3: Godfathers – Mart
- 2019 - Lotte and the Lost Dragons (tegnefilm) – lægger stemme til Karl
- 2018 - Take It or Leave It – chef
- 2018 - Class Reunion 2: A Wedding And A Funeral – Mart
- 2018 - Ice (kortfilm) – faderen
- 2017 - Green Cats – Pjotr
- 2016 - Seneca's Day – Vakare's far
- 2016 -  Class Reunion – Mart
- 2015 - Mustad lesed (tv-serie) – Juhan Jõesaar
- 2015 - 1944 – kommunalt ansat